# Estação Deodoro
Deodoro é uma estação de trens metropolitanos do Rio de Janeiro. Localiza-se no bairro de Deodoro, na Zona Oeste do Rio de Janeiro.

## História

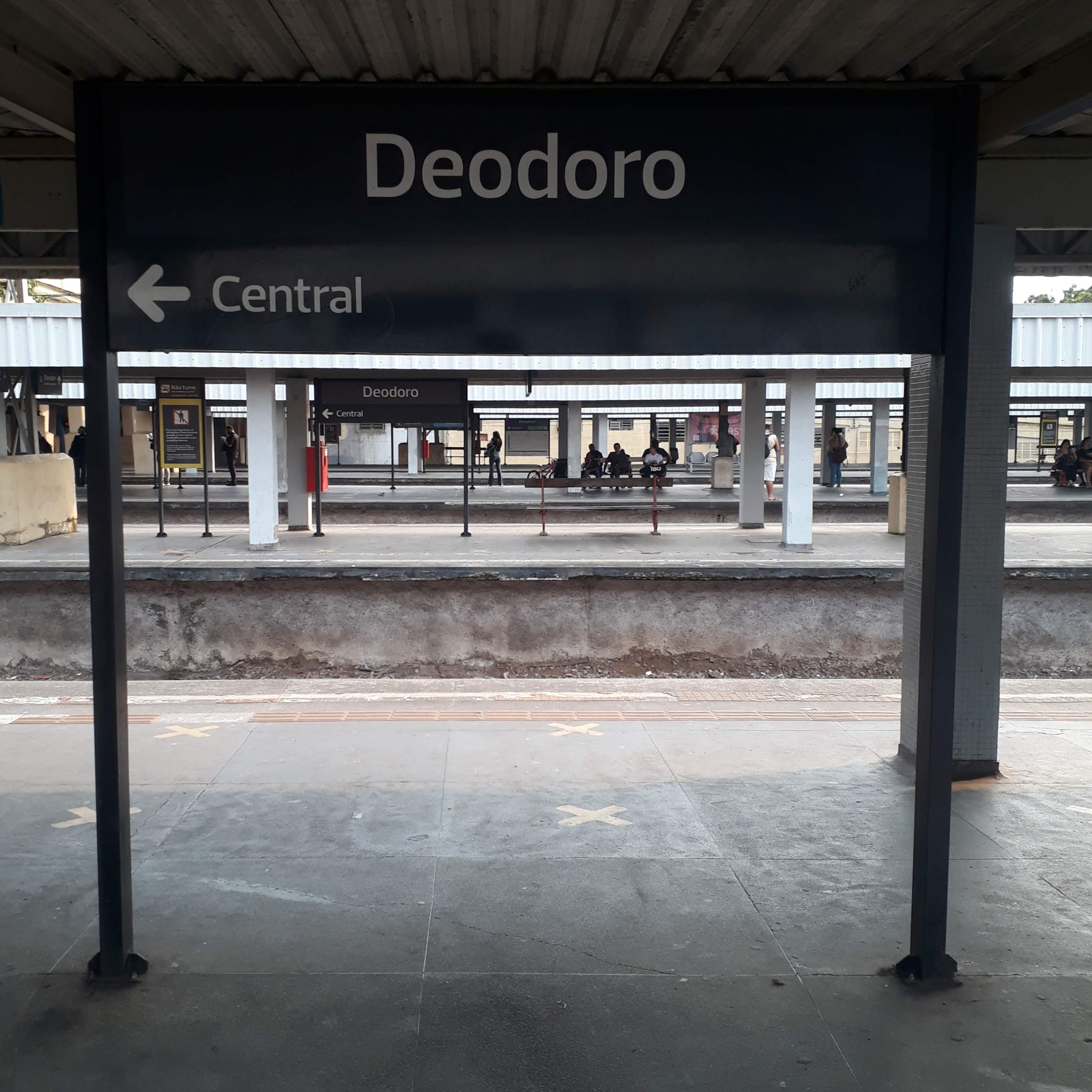
Placa Deodoro

Foi inaugurada em 1859 com o nome de Sapopemba. De lá partia a linha de Mangaratiba, antigamente chamado de ramal de Angra dos Reis, que passa pela Vila Militar de Realengo.
Ainda no início do século passa a se chamar Deodoro, em homenagem ao proclamador da República Brasileira. O jornal O Estado de S. Paulo, em sua edição de 26 de setembro de 1907, publicava a notícia: O Dr. Aarão Reis, director da Estrada de Ferro Central do Brasil, mudará o nome da estação de Sapopemba para o de Marechal Deodoro, por occasião da inauguração dos trabalhos na Villa Militar.
É ainda uma estação de metropolitano de subúrbios e durante muito tempo foi também uma das estações em que paravam também os trens de longo percurso da Central do Brasil.

## Plataformas
|  | ↓ a ↓ |

| 1 |

|  | ↓ b ↓ |

| 2 |

|  | ↓ c ↓ |

|  | ↑ d ↑ |

| 3 |

|  | ↑ e ↑ |

|  | ↓ f ↓ |

| 4 |

|  | ↓ g ↓ |

|  | ↓ h ↓ |

| 5 |

|  | ↓ i ↓ |

|  | ↕ j ↕ |

| 6 |

|  | ↕ k ↕ |

|  | ↓ a ↓ |

| 1 |

|  | ↓ b ↓ |

| 2 |

|  | ↓ c ↓ |

|  | ↑ d ↑ |

| 3 |

|  | ↑ e ↑ |

|  | ↓ f ↓ |

| 4 |

|  | ↓ g ↓ |

|  | ↓ h ↓ |

| 5 |

|  | ↓ i ↓ |

|  | ↕ j ↕ |

| 6 |

|  | ↕ k ↕ |

|  | ↓ a ↓ |

| 1 |

|  | ↓ b ↓ |

| 2 |

|  | ↓ c ↓ |

|  | ↑ d ↑ |

| 3 |

|  | ↑ e ↑ |

|  | ↓ f ↓ |

| 4 |

|  | ↓ g ↓ |

|  | ↓ h ↓ |

| 5 |

|  | ↓ i ↓ |

|  | ↕ j ↕ |

| 6 |

|  | ↕ k ↕ |

|  | ↓ a ↓ |

| 1 |

|  | ↓ b ↓ |

| 2 |

|  | ↓ c ↓ |

|  | ↑ d ↑ |

| 3 |

|  | ↑ e ↑ |

|  | ↓ f ↓ |

| 4 |

|  | ↓ g ↓ |

|  | ↓ h ↓ |

| 5 |

|  | ↓ i ↓ |

|  | ↕ j ↕ |

| 6 |

|  | ↕ k ↕ |

## Pontos Turísticos
- Complexo Esportivo de Deodoro

## Acessos
- Praça Deodoro
- Estrada do Camboatá

## Fonte
- Max Vasconcellos: Vias Brasileiras de Comunicação, 1928;